# 영등포구 갑 (1971년 선거구)
영등포구 갑은 대한민국의 옛 국회의원 선거구였다. 당시 서울특별시 영등포구의 일부 지역을 관할했다.

## 역사
8대 국회의원 선거를 앞두고 영등포구 갑 선거구 가운데 상도동, 본동, 흑석동, 노량진동, 봉천동, 사당동, 잠원동, 서초동, 양재동이 영등포구 갑 선거구를 형성했다.
9대 국회의원 선거를 앞두고 영등포구 을과 합쳐지며 중선거구제 선거구인 영등포구 갑 선거구가 신설되면서 폐지되었다.

## 역대 국회의원
| 선거   | 정당 | 정당       | 의원   |
| ------ | ---- | ---------- | ------ |
| 1971년 |      | 민주공화당 | 장덕진 |

## 역대 선거 결과

### 대한민국 제8대 국회의원 선거
|  | 57.01% |

|  | 41.83% |

|  | 0.60% |

|  | 0.43% |

|  | 0.10% |